# Cô dâu 8 tuổi
Cô dâu 8 tuổi (tiếng Hindi: बालिका वधू, chuyển tự: Balika Vadhu) là một bộ phim truyện truyền hình Ấn Độ, được phát sóng lần đầu vào ngày 21 tháng 7 năm 2008 trên kênh Colors TV. Phim kết thúc vào ngày 31 tháng 7 năm 2016. Bộ phim đã được lên sóng mùa 1 vào ngày 11 tháng 11 năm 2014 và kết thúc vào ngày 12 tháng 2 năm 2017 trên kênh TodayTV. Mùa 1 gồm có: 12 phần chính (Kacchi Umar Ke Pakke Rishte) và 1 phần hậu truyện (Lamhe Pyaar Ke). Năm 2021, nhà sản xuất bộ phim đã khởi quay mùa 2. Mùa 2 của bộ phim cũng đã lên sóng tại Việt Nam sau 1 năm chờ đợi vào ngày 24 tháng 6 năm 2022 trên kênh TodayTV.
Phim đề cập đến các khía cạnh khác nhau của vấn nạn tảo hôn ở Ấn Độ. Ngay khi được lên sóng, phim đã gặt hái thành công vang dội và cũng gây ra nhiều tranh cãi trong dư luận Ấn Độ trong suốt một thời gian dài. Hiện tại bộ phim đang giữ kỉ lục bộ phim truyền hình dài nhất Ấn Độ.. Phim đã được liệt kê trong sách Limca Book of Records là fiction soap hàng ngày tiếng Hindi dài nhất, với 2.196 tập phim vào ngày 5 tháng 6 năm 2016. Bộ phim lọt vào top 10 từ khóa được người Việt tìm kiếm nhiều nhất trên Google Việt Nam trong năm 2015.

## Nội dung
Lấy bối cảnh tại một ngôi làng nhỏ Jaitsar ở bang Rajasthan phía Tây Bắc Ấn Độ, Cô dâu 8 tuổi kể về hành trình cuộc đời và những câu chuyện xung quanh cuộc sống của Anandi. Bộ phim nói về những hệ quả của vấn nạn tảo hôn, các hủ tục và các tệ nạn xã hội tại Ấn Độ.
Bộ phim mở đầu tập một bằng tóm tắt bài hát "Tôi không muốn rời xa nơi này": "Tôi vẫn còn quá trẻ và tôi không biết mình ra đi như vậy thì cuộc sống của mình sau này sẽ như thế nào. Xin hãy cho tôi vui chơi và đừng ràng buộc tôi vào những nghi thức. Xin hãy cho tôi được tận hưởng những thú vui của cuộc sống này..."
Phần 1: Theo phong tục địa phương ở một số làng quê Ấn Độ, cha mẹ cho con cái lấy nhau từ lúc còn nhỏ tuổi. Anandi, con gái duy nhất của Khajaan Singh và Bhagwati sống tại Bilara cùng với Jagdish con trai của Bhairon Singh và Sumitra sống tại Jaitsar đã cưới nhau từ lúc 8 tuổi. Cô giáo của Anandi, Sandhya đã tìm đủ mọi cách để ngăn cản không cho đám cưới của Anandi và Jagdish diễn ra nhưng đều thất bại, sau đó phải bỏ làng đi nơi khác. Anandi phải học cách làm một người bạn, một người vợ, một người con và cháu dâu trong gia đình chồng còn duy trì nhiều hủ tục phong kiến. Anandi phải thường xuyên chịu cảnh đối xử tồi tệ của bà nội Jagdish là Kalyani, một người rất sùng đạo. Đồng thời cô bé còn phải chứng kiến nhiều sự phức tạp trong gia đình chồng. Bác của Jagdish là Basant có vợ là Jamuna sớm chết vì bị ép đẻ con muộn, lấy vợ mới là Gehna, một cô gái nghèo cũng hay bị mẹ chồng đối xử thậm tệ. Gehna theo học nhạc của thầy Niranjan nhưng Niranjan sau đó phải bỏ làng. Chị gái Jagdish là Sugna yêu Pratap nhưng không may Pratap lại bị bọn cướp giết chết  trên xe buýt đến nhà vợ ngày cưới, bà nội cô đòi phá thai trong khi gia đình Pratap cũng không muốn nuôi cháu. Sugna được Shyam cứu khỏi con bò điên húc và sau yêu cô. Sau đó gia đình Kalyani chấp nhận cô lấy Shyam (con trai của Madan Singh vốn có mối thù với gia đình bà). Anandi có hai bạn thân bất hạnh cùng sống tại Bilara là Champa sớm chết vì bị bẫy tình, cha mẹ đánh và dân làng đối xử tồi tệ, và Phooli (Buli) lấy chồng trước Anandi nhưng chồng sớm chết ngay sau đó, khi đó Phooli vẫn ở với cha mẹ, và sau gia đình di chuyển đến làng Jagdish (đến Jaitsar) và đi học cùng Jagdish, bị ép cưới với một người đàn ông hơn tuổi nhưng đám cưới đã bị công an đến dẹp bỏ. Trong khi đó, Anandi bị bà nội Jagdish không cho đi học, phải tự học ở nhà. Cha mẹ Anandi phải dựa vào sự giúp đỡ của Bhairon, thậm chí phải đặt cọc nhà đất để có món tiền dự đám cưới Sugna.
Phần 2: Cha mẹ Anandi phải dựa vào gia đình Kalyani để lấy lại nhà đất. Mahavir Singh là anh chồng Kalyani nhưng lại có mối thù gia đình bà, cấu kết với gia đình Madan Singh để lấy khu đất nhà cha mẹ đẻ Anandi, nhưng sau cùng thì chỉ có anh trai của Madan theo đuổi vụ này. Sugna và con riêng của cô bị bác Shyam là Ramcharan Singh tìm cách hãm hại. Trong khi đó cha mẹ Anandi cũng bị Mahavir Singh, anh chồng Kalyani hãm hại, mất cả tài sản, Khajaan bị vào đồn công an còn Bhagwati phải ở nhờ nhà bà Kalyani. Gehna sinh con rồi bỏ về nhà mẹ đẻ do mâu thuẫn với bà Kalyani nhưng sau đó thì quay lại, con trai của cô bị Mahavir Singh bắt cóc nhưng được cứu lại. Mahavir Singh bị tòa tuyên án 5 năm tù vì vụ lừa đất, trong khi cha Anandi vì tự ái nghèo khổ nên tham gia vào một đường dây làm hàng giả do Nihar Singh cầm đầu, cuối cùng bị bắt. Anandi dù bị ngăn cản không được đi học, nhưng vẫn đạt thành tích xuất sắc trong kì thi, trong khi đó Jagdish học rất tệ, cậu còn từng tham gia đánh bạc bị công an bắt, làm giả bài thi và bị gia đình biết được. Vì tự ái, cậu đã bỏ gia đình lên Mumbai cùng với Hariya. Nhờ Anandi đã đỡ đạn mà Jagdish thoát chết khi bị bọn cướp bắn. Anandi bị mất trí nhớ, bà Kalyani tổ chức cho Jagdish lấy vợ hai nhưng không thành. Teepri con gái nuôi hồi nhỏ của Kalyani hãm hại gia đình nhưng sau bị vào bệnh viện tâm thần. Tới năm 13 tuổi, Anandi được gửi về gia đình 5 năm cho đến 18 tuổi quay trở lại trong khi cha vào tù đến 5 năm sau được thả.
Phần 3: Sau 5 năm, Jagdish và gia đình đến nhà Anandi đưa cô trở lại nhà chồng. Tình cảm của hai người đang tốt đẹp thì Jagdish theo muốn học cao hơn, lên thành phố Mumbai học y. Lúc này anh lấy tên là Jagat và gặp rồi yêu Gauri, một nạn nhân của nạn tảo hôn, bị ép cưới với Jagdish khi còn nhỏ nhưng đám cưới không thành. 5 năm trôi qua, sau khi hoàn thành khóa học bác sĩ anh ngỏ ý muốn tiếp tục học lên thạc sĩ và muốn ở lại thành phố mãi. Con trai Sugna và Shyam bị anh Madan Singh là Ramcharan Singh hãm hại nên bị què chân. Mahavir trở lại nhà em dâu và hối hận. Gia đình Kalyani xây bệnh viện ở quê cho Jagdish nhưng anh không thích.
Phần 4: Jagdish cùng Gauri tổ chức đám cưới với sự cho phép của chính quyền và cha mẹ Gauri nhưng không được gia đình Kalyani chấp nhận. Anh sống cùng Gauri ở Mumbai, để Anandi lại cô đơn một mình. Mặt khác, Anandi dần đứng lên trên đôi chân của mình và trở nên độc lập, cô trở thành hoạt động viên chuyên phản bác lại những tệ nạn xã hội. Cô trở thành cô giáo và chống lại nạn tảo hôn ở làng quê, trong đó cứu Gulli con gái Champa bạn cô khi nhỏ giúp thoát khỏi đám cưới với con ông bộ trưởng Het Singh. Anandi cũng bị ông bộ trưởng bắt cóc nhưng sau đó đã cô trốn thoát thành công và  được bầu làm trưởng làng. Phooli lấy chồng lần hai (là anh ruột chồng đầu).
Phần 5: Anandi giúp Phooli giành quyền nuôi con khi cô bị gia đình chồng thứ hai của mình giành con. Asha cháu gái Madan (con góa phụ của chị gái Madan đã mất) bị thầy tu Guruji làm hại, nhưng sau đó cô đã có hạnh phúc với anh bác sĩ Abhishek. Bà chồng của Anandi dần dần thay đổi suy nghĩ của mình về những đứa con dâu, cháu dâu. Sau đó Gauri cùng chồng về nhà Jagdish nhưng vẫn không được gia đình chấp nhận. Sau cô có thai nhưng trong một lần bị tai nạn đã bị sảy thai, rồi đổ lỗi cho Anandi, Anandi quyết định ly hôn với Jagdish.
Phần 6: Dần dần Jagdish phát hiện ra những khuyết điểm của Gauri, bắt đầu chán ghét cô và so sánh Gauri với Anandi. Được gia đình Kalyani tán thành và thực hiện ước nguyện cuối cùng của mẹ trước khi mất, Anandi đã lấy Shiv. Từ khi Gauri bị sảy thai, Jagdish nhận ra rằng mình còn rất yêu Anandi và quyết định quay trở lại với Anandi. Nhưng ngày Jagdish trở về lại là ngày đám hỏi của Anandi và Shiv. Jagdish xin Shiv nhường Anandi lại cho mình, nhưng Anandi không đồng ý. Jagdish bị gia đình tẩy chay, bệnh viện giao cho bạn Jagdish là Lal Singh quản lý. Trong khi đó Anandi hạnh phúc bên cạnh chồng mới ở thành phố Udaipur dù em chồng Sanchi không thích cô.
Phần 7: Jagdish quen biết Ganga, cứu cô khỏi người chồng Ratan bạc đãi và quyết làm lại từ đầu, lấy lại tình cảm của gia đình. Nhưng sau đó Jagdish với Sanchi có mối tình chớm nở, với sự hậu thuẫn của Sumitra, nhưng sau đó Jagdish nhận ra Sanchi không phải là một người tốt và lấy Ganga. Basant có thêm một đứa con với Gehna.
Phần 8: Anandi sống hạnh phúc bên Shiv, với một người con nuôi là Amol. Shiv sau khi biết cha mẹ thật của mình nhờ sự giúp đỡ của Sarla, người y tá cũ bệnh viện nơi sinh ra Shiv. Trong khi đó Sanchi lấy chồng và dần thay đổi tính tình, luôn bị em chồng tìm cách hãm hại.
Phần 9-10: Bhairon và Sumitra sang Mỹ để chăm sóc Badi Masiji, trong khi Basant cũng qua đời vì để cứu mẹ. Jagdish gặp lại Gauri nhưng Gauri sau đó lại ra đi. Con trai Het Singh bị bà Kalyani bắn chết. Gulli lấy Hardik (cháu Subhadra, người luôn tìm cách hãm hại Anandi) và sau đi Mỹ. Gehna gặp lại thầy giáo dạy nhạc ngày xưa và sau đó lấy anh. Palash tán tỉnh và bắt cóc không thành Anandi. Vivek ghen vợ với Mittal sếp vợ, hai người định ly hôn nhưng sau đó lại trở về với nhau sau khi Sanchi sảy thai. Jagdish cứu Sona khỏi chồng bạc đãi. Anandi và Shiv hai người có hai đứa con, một trai một gái. Nhưng khi Anandi đang mang thai con trai và gái thì Shiv chết trong một vụ khủng bố. Gia đình Shiv sang Singapore. Amol trở về với cha mẹ đẻ, ông bà Mehta, sau đó đi Dubai. Con gái của Anandi thì bị thất lạc, bị Akhiraj Singh bắt cóc khi mới sinh. Anandi trở lại Jaitsar với gia đình bà Kalyani
Phần 11: Bối cảnh 11 năm sau, con gái Anandi (Nimboli), được nuôi nấng bởi gia đình Akhiraj và Harki, sống tại làng Jhalra (Rajastan) và tảo hôn với con của Akhiraj. Anandi ở lại nhà Jagdish,  dạy võ cho những bé gái, cô trở thành tấm gương dẫn lối cho những người phụ nữ quê nghèo ở Ấn Độ. Con gái Akhiraj, Kamli đi theo Gopal (con Chaganlal) nhưng lại bị chính Akhiraj giết. Kamli lấy phải người chồng với trí óc không bình thường. Sau đó, sau khi chồng của Nimboli (tên là Kundan) lấy thêm vợ khác (Urmila, con gái Khetram), bắt đầu bộc lộ tính cách xấu xa của mình và suýt cưỡng hiếp Nimboli. Nimboli báo công an và cuối cùng Anandi biết được con gái  đã đi vào vết xe đổ của mình nên rất đau khổ. Jagdish cùng Anandi đi tìm Nimboli, trong khi cha con giang hồ ngồi tù chịu hình phạt. Mannu ở tuổi 15 lấy Pooja con gái của Sarita là nhân viên công ty Anandi (bé gái được Anandi cứu khỏi tảo hôn với Kundan khi bé), dù gia đình không đồng ý (về sau cũng phải chia tay). Mannu cũng biết cha đẻ của mình là Ratan Singh và sau đó để tang cha.
Phần 12: Mangala cố chấp giữ Nimboli lại bên mình và nói rằng mẹ của Nimboli đã quẳng cô vào thùng rác khi mới sinh, nhưng sau đó đã về sống chung với Anandi và  ở nhà bà Kalyani một thời gian. Akhiraj trốn tù, Ganga bị Akhiraj bắt cóc. Akhiraj ép phải trao đổi Ganga với Anandi và Nimboli. Akhiraj hẹn trao đổi ở sa mạc. Khi sắp trao đổi thì công an xuất hiện. Akhiraj Singh bị Jagdish bắn. Nhưng hắn thoát chết, cạo râu, hành nghề thầy bói tiếp tục hại người. Trong khi đó Urmi mất vì bị Akhiraj đạp vào bụng và đứa con trong bụng cũng mất. Mangala cũng chết khi nhảy xuống vực. Akhiraj bắt cóc bé Kavita, nhưng Anandi đến cứu. Akhiraj bắn Anandi, nhưng lại được bà Kalyani đỡ đạn thay và chết. Anandi bị Akhiraj Singh truy đuổi để trả thù, cô cùng hai con chạy trốn. Sau đó, Anandi bị Akhiraj bắn, nhảy xuống sông cùng hai con, Jagdish bắn chết Akhiraj Singh và xuống sông tìm Anandi nhưng không thấy. Anandi chết nhưng hai con thì còn sống.
Hậu truyện: Bối cảnh 15 năm sau, hai con của Anandi không còn liên hệ với nguồn gốc của mình, không gặp lại người trong gia đình Anandi, Shiv hay Jagdish và có số phận riêng. Sau khi mẹ chết, Nandini và Shivam bị vào trại trẻ mồ côi ở Jaipur, nhưng Shivam lỡ giết người ở trại trẻ vì hắn có ý sàm sỡ em gái mình nên phải bỏ trốn. Nandini con gái Anandi được gia đình Shekhawat nhận nuôi, làm bác sĩ ở Jaipur và rơi vào tình yêu tay ba với Amit, Krish. Cô cũng gặp rắc rối với Sudha là con gái Shekhawat, người không ưa cô. Nandini định lấy Amit nhưng Amit gặp phải vướng mắc với vợ cũ Vandana, sau đó Nandini đã lấy Krish. Vandana muốn quay lại với Amit nhưng tình cảm không suôn sẻ và lại chia tay nhau. Shivam trở thành kẻ giang hồ, sau đó gặp lại em gái nhưng không cho em gái biết nhân thân thật của mình. Sudha lấy Premal nhưng không có hạnh phúc và về sau Shivam có cảm tình với Sudha. Kundan ra tù, khi đó đã là cha dượng Krish, định trả thù cho cha nhưng thất bại. Kundan định hại Nandini nhưng bị Nandini cầm đinh ba đâm và bị công an bắn chết trong khi Premal đồng lõa cũng bị công an bắt. Nandini nhận ra anh trai ruột của mình và cuối phim xuất bản hồi ký kể lại cuộc đời của mẹ và bản thân mình.
Nhiều nhân vật đã chết trong phim bao gồm Rani, Jamuna, Pratap, Champa (được nhắc đến ở gần cuối phần 2), Bhagwati, Sooraj, Basant, Shiv, Gopal, Ratan, Bhagirathi, Jatashankar, Urmila, Mangala, Kalyani, Akhiraj, Anandi, Kundan,...
Teepri cùng với gia đình của mình không được nhắc đến sau khi cô bị đưa vào bệnh viện tâm thần từ nhà bà Kalyani. Ramcharan không được nhắc đến sau khi bị chính em trai Madan đuổi khỏi nhà và không biết ông đã đi đâu. Tên Sugna được nhắc đến lần cuối trong tập được phát sóng ngày 29 tháng 9 năm 2014 khi Kalyani muốn Gehna tái hôn và đưa Sugna làm ví dụ tái hôn vẫn hạnh phúc, cô cùng gia đình vẫn sống tại Jaitsar. Tên Mahavir được nhắc đến lần cuối khi gia đình Gehna và Niranjan ra ở riêng, ông có để di chúc để lại tài sản cho con dâu. Tên Phooli được nhắc đến lần cuối trong tập được phát sóng ngày 29 và 30 tháng 4 năm 2015 khi Anandi đến thăm bạn, khi đó Phooli vẫn sống tại làng Jaitsar. Vợ chồng Bhairon đi Mỹ chăm sóc Badi Masiji và không trở lại (do đã bỏ vai) . Gia đình Premkishor sau khi đi Singapore cũng không được nhắc đến (riêng Anoop ở trong tù sau cùng cũng không nhắc đến). Khajaan cũng không được nhắc đến sau khi Anandi quay lại Jaitsar để sống với gia đình Kalyani. Amol đi Dubai cùng cha mẹ ruột sau có một vài lần viết thư về, có lời xin lỗi không về Ấn Độ. Gia đình Jagdish và vợ chồng Kamli và Pushkar không được nhắc đến khi chuyển sang phần Nandini đã lớn, trong khi Harki sau phim cho biết đã chết.

## Đón nhận
Với nội dung nhạy cảm, Cô dâu 8 tuổi ngay khi được công chiếu tại Ấn Độ đã nhận những phản ứng trái chiều. Phim này đã từng bị Quốc hội Ấn Độ cấm phát sóng trên toàn quốc. Song cuối cùng, bộ phim đã được chiếu trở lại do làn sóng phản đối quá lớn từ phía công chúng nước này.
Bộ phim rất thành công về mặt khán giả, nhưng các giải thưởng hầu hết chỉ ở các năm đầu 2008-2012 (16 giải Indian Telly Awards, 9 giải Golden Petal Awards, 4 giải The Global Indian Film and TV Honours, 1 giải Apsara Film & Television Producers Guild Awards). Mùa 1 bộ phim dài 2164 tập, mùa 2 phim dự kiến hơn 600 tập, nhưng chỉ sản xuất được 84 tập do lượng người xem đã giảm sút, nội dung bị nhiều chỉ trích là lan man, thiếu logic và thiếu gắn kết.
Phim được công chiếu tại nhiều nước Đông - Nam Âu, Trung Đông, Bắc Phi, Trung - Nam - Đông Nam Á, Nam Mỹ: Ai Cập, Bangladesh, Croatia, Qatar, Romania, Bulgaria, Bosnia và Herzegovina, Macedonia, Montenegro, Serbia, Kazakhstan, Kyrgyzstan, Indonesia, Colombia, Các Tiểu Vương quốc A rập Thống nhất, Nepal, Georgia, Sri Lanka, Peru, Slovenia, Nam Phi, Hungary, Litva, Nigeria, Kenya, Armenia, Botswana, Uganda, Myanmar, Azerbaijan, Thổ Nhĩ Kỳ, Thái Lan, Việt Nam... (thống kê tháng 1/2013 là 18 quốc gia).

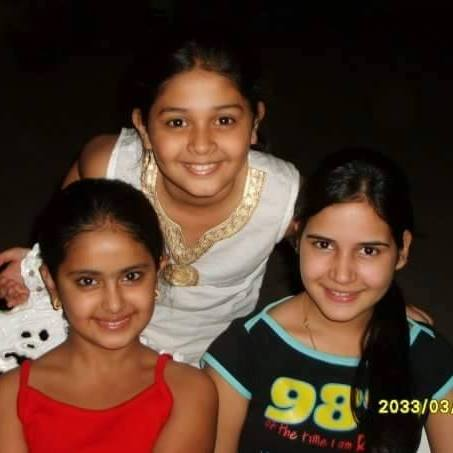
Anandi, Phooli, Champa hậu trường phim Cô dâu 8 tuổi

Sau thành công của bộ phim, một phiên bản hoạt hình lấy tên Chhoti Anandi lên sóng Colors TV đầu tháng 1 năm 2016. Bộ phim khai thác nội dung xoay quanh những cuộc phiêu lưu của tuổi thơ vui tươi của Chhoti Anandi ở quê nhà, một ngôi làng ở Rajasthan (khi bé), cùng các bạn thân Phooli, Nattu, Champa, Chiku, ngoài ra còn có nhân vật quan trọng Gulli. Tạo hình và tính cách Chhoti Anandi, Phuli, Champa theo nguyên mẫu các nhân vật Anandi, Phooli và Champa trong phim Cô dâu 8 tuổi .

### Tại Việt Nam
| Phần | Tập  | Bắt đầu    | Kết thúc   |
| ---- | ---- | ---------- | ---------- |
| 1    | 125  | 11/11/2014 | 20/03/2015 |
| 2    | 144  | 21/03/2015 | 19/07/2015 |
| 3    | 86   | 20/07/2015 | 01/09/2015 |
| 4    | 98   | 02/09/2015 | 20/10/2015 |
| 5    | 98   | 21/10/2015 | 08/12/2015 |
| 6    | 68   | 09/12/2015 | 13/01/2016 |
| 7    | 66   | 14/01/2016 | 19/02/2016 |
| 8    | 70   | 20/02/2016 | 25/03/2016 |
| 9    | 100  | 26/03/2016 | 14/05/2016 |
| 10   | 79   | 15/05/2016 | 16/07/2016 |
| 11   | 95   | 17/07/2016 | 19/10/2016 |
| 12   | 109  | 20/10/2016 | 12/02/2017 |
| Tổng | 1138 | 11/11/2014 | 12/02/2017 |

Phim Cô dâu 8 tuổi được chiếu trên kênh TodayTV từ ngày 11 tháng 11 năm 2014. Từ ngày 27 tháng 6 năm 2015 đến hết ngày 31 tháng 5 năm 2016, TodayTV tăng thời lượng phát sóng của bộ phim Cô dâu 8 tuổi lên 2 tập/ngày..
Do thời lượng chiếu ở Việt Nam là 45 phút (cả quảng cáo) so với Ấn Độ chiếu 20 phút, số tập phim được rút ngắn còn khoảng 900 tập phim (thống kê tạm thời tháng 6/2015). Thực tế mỗi tập ở Việt Nam thời gian đầu thường trên 2 tập Ấn Độ, thời gian sau gần bằng 2 tập bên Ấn Độ.
Phim được phát sóng lại trên YouTV từ 7 tháng 7 năm 2015.
Tính đến đầu tháng 12/2016, tại Việt Nam đã công chiếu trên 2100 tập (số tập phim gốc bên Ấn Độ). Bộ phim kết thúc mùa 1 ở tập 2164, do TodayTV có kế hoạch chiếu phim Định mệnh từ 1 tháng 6 năm 2016, nên Cô dâu 8 tuổi chỉ chiếu 1 tập/ngày vì thế thời gian để chiếu đến hết tập cuối mùa một cuối tháng 12/2016. Với tiến độ 1 tập/ngày, chiếu hết mùa 2 (dài 84 tập phim gốc) dự kiến ngày 9 tháng 2 năm 2017. Cả phim dài 2248 tập.
Phần 10 tại Việt Nam phát từ 15 tháng 5 đến giữa tháng 7 năm 2016, từ tập 856, dài 79 tập đến tập 934, tương đương khoảng từ tập 1672 đến tập 1833 của Ấn Độ. Phần 11 công chiếu từ ngày 17 tháng 7 năm 2016, từ tập 1834 của Ấn Độ. Phần 12 phát sóng từ ngày 20 tháng 10 năm 2016, dài 109 tập (tập Việt Nam). Bộ phim kết thúc tại Việt Nam vào ngày 12 tháng 2 năm 2017.
Theo ông Lâm Chí Thiện, Tổng giám đốc IMC trả lời phóng viên báo Pháp luật ngày 13/7/2016 thì Cô dâu 8 tuổi là phim truyền hình có rating (lượng người xem truyền hình) cao nhất tại Việt Nam.

#### Các diễn viên phim đã sang Việt Nam
- Avika Gor (vai Anandi khi nhỏ - tháng 12/2014)
- Avinash Mukherjee (vai Jagdish - tháng 7/2015 và 7/2016)
- Smita Bansal (vai Sumitra - tháng 7/2016)
- Siddharth Shukla (vai Shiv - tháng 1/2016, 7/2016 và 1/2017)
- Neha Marda (vai Gehna - tháng 1/2016)
- Roop Durgapal (vai Sanchi - tháng 7/2016)
- Aasiya Kazi (vai Ganga - tháng 7/2016)
- Toral Rasputra (vai Anandi trung niên - tháng 1/2017, đi cùng đạo diễn Sidharth Sengupta).

#### Rating tại Hà Nội[16]
| Tháng  | Thuộc phần | Rating 4+ | Tháng   | Thuộc phần    | Rating 4+ |
| ------ | ---------- | --------- | ------- | ------------- | --------- |
| 1/2016 | 6 - 7      | ~ 3%      | 8/2016  | 11            | ~ 3%      |
| 2/2016 | 7 - 8      | < 2,8%    | 9/2016  | 11            | ~ 3%      |
| 3/2016 | 8 - 9      | < 2,5%    | 10/2016 | 11 - 12       | < 2,8%    |
| 4/2016 | 9          | ~ 3%      | 11/2016 | 12            | ~ 2,8%    |
| 5/2016 | 9 - 10     | < 2,5%    | 12/2016 | 12            | < 3,4%    |
| 6/2016 | 10         | < 3%      | 1/2017  | 12            | < 3,7%    |
| 7/2016 | 10 - 11    | ~ 3,5%    | 2/2017  | 12 - kết thúc | TBA       |

## Diễn viên
Xếp theo thứ tự xuất hiện (không tính hình ảnh thời sơ sinh)
- Phooli (1-970) (2008-2012)
- Anandi (1-2165) (2008-2016)
- Sandhya, cô giáo Anandi ở Bilara (1-791, 1218- 1223) (2008-2011, 2013)
- Khajaan Singh, ba Anandi (1-1321, 1497-1498, 1774-1829) (2008-2013, 2014-2015)
- Bhagwati, mẹ Anandi (1-1054) (2008-2012)
- Champa (1-66) (2008)
- Rani, em gái Govind (1-12) (2008)
- Bhairon Singh, ba Jagdish (1-1594) (2008-2014)
- Krishna, vợ Govind (1-1077) (2008-2012)
- Sumitra, mẹ Jagdish (2-1594) (2008-2014)
- Kalyani Devi, bà nội Jagdish (2-2162, 2218-2248) (2008-2016) (hồi trẻ, 276-373) (2009-2010)
- Sugna, chị Jagdish (2-604, 691-1350) (2008-2010, 2011-2013)
- Jagdish / Jagya (2-2164) (2008-2016)
- Basant Singh, bác Jagdish (2-1641) (2008-2014)
- Jamuna, vợ cả Basant (2-19) (2008)
- Bhanwari, bà mối làng Jaitsar (2- 1155) (2008-2012)
- Govind (5-1078) (2008-2012)
- Trưởng làng Bilara (5- 67, 478 - 481, 524) (2008, 2010)
- Mẹ Pratap (13-574) (2008-2010)
- Hukum Singh, cha Pratap (14-148) (2008-2009)
- Hukum Singh, cha Pratap (14-393, 573-574) (2008-2010)
- Bác sĩ (15- 501) (2008-2010)
- Mẹ Champa, bà ngoại Gulli (17-630, 855, 1580 - 1637) (2008-2010, 2011, 2014)
- Cha Champa, ông ngoại Gulli (19-630, 860, 1580 - 1637) (2008-2010, 2011, 2014)
- Mẹ Phooli (19 -285, 508, 613-890) (2008-2009, 2010-2011)
- Asha, chị họ Shyam (37, 315-420, 226-228, 807-1243) (2008, 2009-2010, 2011-2013)
- Madan Singh, ba Shyam (37 - 1496) (2008-2014)
- Phooli Ki Saans, mẹ chồng Phooli (48, 703- 890) (2008, 2011)
- Gehna, vợ hai Basant (50-1830) (2008-2015)
- Shambhu Singh, ba Gehna (50-496, 603, 1528-1755) (2008-2010, 2014)
- Mẹ Gehna (50-1755)
- Kanchan, em gái Gehna (50-243, 329-496, 508, 1529-1559) (2008-2010, 2014)
- Radha, mẹ Shyam (57-585, 695- 1496) (2008-2010, 2011-2014)
- Jagan Singh, cha Phooli (65-890) (2008-2011)
- Thầy giáo phổ thông của Jagdish (65- 508) (2008-2011)
- Badi Jiji, bạn bà Kalyani (86-1804, 2218) (2008-2015, 2016)
- Hiệu trưởng (88-798) (2008-2011)
- Makhan Singh, người ở nhà Kalyani (126 -1892) (2009-2015)
- Madhav, em trai Sumitra (141-603) (2009-2010)
- Badi Masiji, chị bà Kalyani (166–967) (2009, 2012)
- Niranjan, thầy dạy nhạc Gehna (181-356, 1690-1830) (2009-2010, 2014-2015)
- Shyam, chồng sau Sugna (190-1350) (2009-2013)
- Trưởng làng Jaitsar (192- 1880) (2009-2015)
- Sunder / Sundar, bạn Jagdish (229-305) (2009)
- Ramcharan Singh, anh Madan Singh (231-585) (2009-2010)
- Vợ Ramcharan (231-848) (2009-2011)
- Thầy giáo phổ thông của Jagdish (246-428, 508) (2009-2010)
- Mahavir Singh, anh chồng bà Kalyani (264-928) (2009-2012)
- Mẹ của Gauri (383-1081, 1646-1657) (2010-2012, 2014)
- Teepri, con nuôi bà Kalyani (430-490) (2010)
- Munim Ji, quản lý nhà kho nhà bà Kalyani (454- 1780) (2010-2014)
- Con gái Teepri (460 - 490) (2010)
- Chồng Teepri (463 - 490) (2010)
- Gudiya / Gauri (469-505, 579-1670) (2010-2012, 2014)
- Cha của Gauri (469-745, 822-1657) (2010-2014)
- Suman (497 -506) (2010)
- Gulli (512-1693) (2010-2014)
- Nandukishor / Nandu (516-1830) (2010-2015)
- Lal Singh, bạn của Jagdish (524-525, 549-1826) (2010-2015)
- Varun, con của Pratap (528-1191) (2010-2013)
- Shagun (528-1144) (2010-2012)
- Het Singh (616- 1585) (2010-2014)
- Sooraj, con Het Singh (621-1576) (2010-2014)
- Bade Papa của Gauri, nuôi Gauri (651- 1074) (2011-2012)
- Kunda, bà cho Jagdish ở thuê (705- 894) (2011)
- Bharat Singh, chồng hai Phooli (706-890) (2011)
- Vợ Lal Singh (722-1413) (2011-2013)
- Shivani (807-1670) (2011-2014)
- Shravan (849- 873) (2011)
- Thanh tra cảnh sát (856- 2164) (2011-2016)
- Chaturi, vợ cả Bharat (883 -890) (2011)
- Abhishek (899 - 1142, 1252-1253) (2012-2013)
- Shivraj / Shiv (1000-1795) (2012-2015)
- Ashima (1018- 1348) (2012-2013)
- Premkishor Shekhar / Dadu (1062-1829) (2012-2015)
- Iravati / Ira (1062-1829) (2012-2015)
- Meenakshi / Meena (1062-1829) (2012-2015)
- Alok (1063-1829) (2012-2015)
- Sanchi / Saanchi (1068-1829) (2012-2015)
- Mahi (1077-1491) (2012-2014)
- Mohan, nhà báo (1150-1153) (2012)
- Megha, nhà báo (1150-1153) (2012)
- Natthu Lal (1166-1373) (2013)
- Ganga (1169-2164) (2013-2016)
- Mahendra / Mannu (1169-2146) (2013-2016)
- Ratan Singh (1169-1913) (2013-2015)
- Bimla mẹ Ratan (1170 -1553, 1611-1615, 1884-1957) (2013-2014, 2015)
- Cha Ratan (1173-1553, 1611-1615) (2013-2014)
- Padma (1178-1354) (2013)
- Kanchan (1258-1259) (2013)
- Vợ Vikram và vợ hụt Shiv (1274, 1278) (2013)
- Balachander (1372-1395) (2013)
- Vivek Kabra (1415-1829) (2013-2015)
- Anoop (1442-1827) (2013-2015)
- Saurabh Kabra (1445, 1460, 1482-1653) (2013-2014)
- Rajeev (1465-1467, 1792-1799) (2013, 2015)
- Amol (1476-1833) (2014-2015)
- Suman Kabra (1510-1785) (2014-2015)
- Roshan Kabra (1510-1779) (2014)
- Sumeet Raghuvanshi, luật sư của Sanchi (1513-1519) (2014)
- Rakhi Kabra (1520-1779) (2014)
- Manish (1529- 1559) (2014)
- Anuj (1532-1538) (2014)
- Subhadra (1567-1819) (2014-2015)
- Rasika (1582-1621) (2014)
- Shamal (1590-1610) (2014)
- Narendra (1592-1604) (2014)
- Pramila (1623-1632) (2014)
- Hardik (1629-1693) (2014)
- Mittal (1683-1741) (2014)
- Gopal, bạn Nandu (1683-1822) (2014-2015)
- Cô bé học cùng Kalyani (1685-1822) (2014-2015)
- Palash (1698-1720) (2014)
- Phụ tá cho họa sĩ Palash (1698 - 1713) (2014)
- Shrivastav (1725-1816) (2014-2015)
- Sona /Kusum (1737-1816) (2014-2015)
- Sarita (1822- 2136) (2015-2016)
- Akhiraj Singh (1823-2164) (2015-2016)
- Harki (1823-2162) (2015-2016)
- Kundan / Abhayram (1823-2164, 2181–2248) (2015-2016)
- Nandini / Nimboli (1834-2248) (2015-2016)
- Shivam / Shankar Singh (1834-2248) (2015-2016)
- Mangala / Disa (1834-2153) (2015-2016)
- Kamli (1834-2153) (2015-2016)
- Abhimanyu / Abhi (1834-2146) (2015-2016)
- Bindiya (1834 - 1939) (2015)
- Pooja (1835-2099) (2015-2016)
- Chagani (1835-2072) (2015)
- Gopal (1838-1908) (2015)
- Madhav, bạn Kundan (1840-2111) (2015-2016)
- Geeta, em gái Akhiraj (1848 - 1858) (2015)
- Nidhi (1859-2155) (2015-2016)
- Pushpa, vợ Anant (1859- 2155) (2015-2016)
- Bhagirathi, mẹ Pushkar (1867-1981) (2015)
- Jatashankar Singh / Jata, cha Pushkar (1867-1981) (2015)
- Pushkar (1868-2153) (2015-2016)
- Urmila / Urmi (1928-2086) (2015)
- Anant (1964-2155) (2015-2016)
- Badri (2052 - 2100) (2015-2016)
- Chakor, nhân vật phim Đôi cánh tự do (2052-2071, các tập đặc biệt) (2015)
- Deenu (2117 -2151) (2016)
- Kavita (2129 - 2159) (2016)
- Krish (2165–2248) (2016)
- Amit (2165-2233) (2016)
- Naresh Goel (2165-2199, 2222) (2016)
- Shekhawat, cha nuôi Nandini (2165-2218) (2016)
- Jamuna, mẹ nuôi Nandini (2165-2218) (2016)
- Sudha (2165-2248) (2016)
- Premal Singh, chồng Sudha (2166-2248) (2016)
- Mẹ Premal (2166-2243) (2016)
- Cha Premal (2166-2240) (2016)
- Nanisa, mẹ Jamuna (2179–2197) (2016)
- Karuna (2188-2248) (2016)
- Shanaya (2192-2193) (2016)
- Vandana (2193-2222) (2016)
- Triveni, chị của Karuna (2205-2248) (2016)

## Phân vai
Chú ý: số tập dưới đây là số tập theo bản gốc.

### Diễn viên chính mùa 1
Từng tham gia
- Avika Gor... Anandi Khajaan Singh / Anandi Jagdish Singh (1-516, 609) (năm 2008-2010) (Anandi nhỏ)
- Avinash Mukherjee... Jagdish Bhairon Singh / Jagya (2-516) (năm 2008-2010) (Jagdish nhỏ)
- Pratyusha Banerjee †... Anandi Jagdish Singh và Anandi Shivraj Shekhar (516-1214) (năm 2010-2013)
- Toral Rasputra... Anandi Shivraj Shekhar (1218-2164) (năm 2013-2016)
- Shashank Vyas / Shakti Anand... Dr. Jagdish Bhairon Singh / Jagya / Jagat (517-1969) / (1974-2164) (năm 2010-2015/2015-2016)
- Siddharth Shukla †... Shivraj Alok Shekhar / Shivraj Anoop Shekhar / Shiv (1000-1795) (năm 2012-2015)(chồng tiếp theo của Anandi)
- Sriti Jha / Sargun Mehta/ Aasiya Kazi... Ganga Ratan Singh / Dr. Ganga Jagdish Singh (1169-1426) / (1427-1756) / (1758-2164) (năm 2013/2013-2014/2014-2016) (Vợ thứ ba của Jagdish)
- Surekha Sikri †... Kalyani Devi Dharamveer Singh / Dadisa (2-2162) (năm 2008-2016) (bà nội của Jagdish)
- Anup Soni... Bhairon Dharamveer Singh / Bhairav (1-1594) (năm 2008-2014) (ba Jagdish)
- Smita Bansal... Sumitra Bhairon Singh (2-1594) (năm 2008-2014) (mẹ Jagdish)
- Satyajit Sharma... Basant Dharamveer Singh / Basant Mahavir Singh / Vasant (2-1641) (2008-2014) (bác của Jagdish)
- Neha Marda / Sheetal Khandal... Gehna Basant Singh / Gehna Niranjan (50-919) / (920-1830) (năm 2008-2012/2012-2015) (Vợ hai Basant)
- Anjum Farooki / Deblina Chatterjee... Gauri Jagdish Singh (578-1085) / Gauri Singh (1646-1670) (năm 2010-2012/2014) (vợ thứ hai của Jagdish), nhân vật từ P2
- Rishi Sonecha / Keval Katrodia / Mayur Mondal / Mohsin Khan... Nandukishor Basant Singh / Nandu (516-668 P3/ 691-967/ 998-1084/ 1102-1830) (con trai Basant Mahavir Singh với Gehna)
- Vibha Anand / Janvi Chheda... Sugna Bhairon Singh / Sugna Pratap Singh / Sugna Shyam Singh / Suguna (2-604 / 691-1342, 1349-1350, P7) (Chị Jagdish, con Bhairon Dharamveer Singh)
- Vikrant Massey / Sachin Shroff... Shyam Madan Singh (190-588)/ (691- 1243, 1251-1253 P7, 1349-1350) (Chồng Sugna)
- Shivansh Kotia / Rudra Soni Manav... Varun Shyam Madan Singh (528-604 P3) / (691 - 1191) (con trai Sugna với Pratap, sau là con Shyam)
- Amar Sharma... Madan Singh (37 P1 - 1496 P9) (Ba chồng Sugna, em Ramcharan Singh)
- Asmita Sharma / Mrigrash Dubey... Radha Madan Singh (57 P1 -585 P3) / (695 P4 - 1496 P9) (Mẹ chồng Sugna)
- Chetanya Adib... Khajaan Singh (1-1321, 1497-1498, 1774-1829) (Ba ruột Anandi)
- Bhairavi Raichura... Bhagwati Khajaan Singh / Bhago (1-1054) (Mẹ ruột Anandi)
- Sudhir Pandey... Premkishor Shekhar / Dadu (1062-1829) (Ông của Shiv, cha Alok và Anoop)
- Sushmita Mukherjee... Subhadra (1567-1819) (Em gái của ông nội Shiv, bà nội Hardik)
- Jaineeraj Rajpurohit... Alok Premkishor Shekhar (1063-1829) (Ba Shivraj Alok Shekhar và Sanchi)
- Sonal Jha... Iravati Alok Shekhar (1062-1829) (Mẹ Shivraj Alok Shekhar và Sanchi)
- Anita Kulkarni... Meenakshi Anoop Shekhar (1062-1829) (Thím của Shiv, sau này tiết lộ là mẹ ruột Shivraj Anoop Shekhar, mẹ Mahi)
- Avinash Wadhawan / Akshay Anand... Anoop Premkishor Shekhar (1442-1714) / (1718-1827) (Ba ruột Shiv, em của Alok Premkishor Shekhar)
- Rahoul Lohani... Niranjan (181 P1-356 P2, 1690-1830) (Thầy giáo dạy nhạc cho Gehna, sau là chồng Gehna)
- Rajendra Gupta... Mahavir Singh (264 -385 P2, 565 P3- 633 P4, 919-928) (anh chồng của Kalyani, ba ruột của Basant)
- Farida Jalal... Vasundara Singh / Badi Jiji /Badi Masiji (166 P1 - 209 P2, 944–967) (chị của Kalyani)
- Faiza Faiz / Mamta Chaturya... Phooli Jagan Singh / Phooli Bharat Singh / Phuli (1-515) / (517-970) (Bạn thân Anandi, con Jagan Singh), nhân vật xuất hiện từ tập 1
- Roop Durgapal... Sanchi Alok Shekhar / Sanchi Vivek Kabra/ Saanchi (1068-1829) (Em gái Shiv, con Alok và Ira)
- Vimarsh Roshan... Vivek Kabra (1415-1421, 1511-1829) (Chồng của Sanchi)
- ?/Sonal Handa... Saurabh Kabra (1445, 1466, 1460)/ (1483-1653) (em trai của Vivek), P8-9
- Shalini Arora... Suman Kabra (1510-1785)(Mẹ Vivek), P8-10
- Bobby Parvez... Mr. Roshan Kabra (1510-1779) (Ba Vivek), P8-10
- Farhina Parvez Jarimari... Rakhi Kabra (1520-1779)(Em gái Vivek), P8-10
- Dhairya Ashani... Mahendra Ratan Singh / Mahendra Jagdish Singh /Mannu nhỏ (1219-1833) (Con trai Ganga với Ratan Singh, sau là con Jagdish)
- Harsh Mehta... Mahendra Jagdish Singh / Mannu (1834-2146) (con trai của Ganga và Jagdish Bhairon Singh khi lớn)
- Khushmeet Gill / Shubham Jha... Amol Shivraj Shekhar (1476 -1501, 1526-1530 / 1533-1833) (Con trai nuôi của Anandi và Shivraj Anoop Shekhar, con ruột ông bà Mehta)
- Gracy Goswami... Nandini Shivraj Shekhar / Nimboli Kundan Singh (1834-2164) (Con gái Anandi với Shiv)
- ?/ Sparsh Shrivastav/ Karan Pahwa... Kundan Akhiraj Singh (1823 - 1832) / (1834-2103) / (2104-2164) (chồng Nimboli)
- Viren Vazirani... Shivam Shivraj Shekhar (1834-2164) (con trai của Anandi với Shiv)
- ? /Netthra Kapoor / Digangana Suryavanshi / Nidhi Jha / Sonam Lamba... Gulli (512-513/516-683 /702-739 / 794-1336/ 1565-1693) (Em gái đi theo giúp đỡ dạy học cho Anandi), nhân vật từ P2
- Gaurav Bajaj... Hardik (1629-1693) (chồng Gulli)
- Sanjay Batra... Het Singh (616- 1585 P9) (Ông bộ trưởng ác)
- Nivedita Bhattacharya... Shivani Rajadhyaksha (807 P4-893 P5, 1646-1670, P9) (Chị bạn thân của Gauri)
- Arpit Joshi / Suneet Surana / Semal Bhatt... Lal Singh (bạn của Jagdish, cũng là Bác sĩ), (524,525, 549 P3-967, 1000, 1001 /1084-1267/1299-1826), nhân vật có từ P3-P10
- ? / Raquel Rebello... Sunehri là vợ Lal Singh (722, 725-845 / 936-1413)
- Abhishek Tewari... Mahi Anoop Shekhar (1077-1491) (Em trai Shiv, con trai của Meena)
- Chandresh Singh... Ratan Singh (Chồng đầu Ganga), (1170-1354, 1492-1493, 1533-1553, 1884-1913),P6-8, 11
- ?... Bimla (1170 -1553, 1611-1615, 1884-1957), mẹ Ratan Singh
- ?... cha Ratan (1173-1553, 1611-1615)
- Shubha Uplopwar... Padma (1178-1354), vợ ba Ratan
- Farnaz Shetty... Kanchan (1258-1259) (vợ hụt của Jagdish), P7
- ?/ Garima Anand... Kanchan (50-243, 329-496, 508)/(1529-1560, P9) (em gái út Gehna, em của Rama), nhân vật từ P1
- Anshul Singh... Manish (1529- 1560, P9)(chồng Kanchan), P9
- Jehangir Vakil... Pratap Hukum Singh (14-148) (chồng trước Sugna)
- ?/?/Neha Gosain... Asha Abhishek Singh (37P1, 315-337 P2, 420, 458) /(226, 228) /(807-1243) (Cháu gái Madan Singh), nhân vật xuất hiện từ P1,2
- Ankit Gupta... Abhishek (899 - 1142, 1252-1253) (bác sĩ, chồng hai Asha)
- Reena Aggarwal... Ashima (1018- 1348) (Cô bạn thân Shiv)
- Sadiya Siddiqui... Sandhya (1-791, 1218- 1223 P7) (cô giáo của Anandi)
- Sakshi Tanwar... Teepri (430-490 P2) (con gái nuôi của Kalyani)
- Rajeshwari Sachdev... Mangala Devi Singh / Disa (1834-2153) (mẹ nuôi Nandini, em dâu góa của Akhiraj)
- Sunil Kumar Singh... Akhiraj Singh (1823-2164) (cha Kundan)
- Rudrakshi Gupta... Harki Akhiraj Singh (1823-2162) (mẹ Kundan)
- Shaswat Joshi... Abhimanyu Jagdish Singh/Abhi (1834-2146) (con trai thứ hai Jagdish)
- Rishi Dev... Gopal (1838-1908) (con Chaganlal, người yêu Kamli), trùng tên nhân vật nhí có từ P10
- Farah Hussain... Kamli Akhiraj Singh (1834-2153) (con gái Akhiraj Singh, vợ Pushkar)
- Parichay Sharma... Pushkar Jatashankar Singh (1868-2153), chồng Kamli
- ?... Naina Malhotra / Chagani (1835-2072) (chị người ở nhà Kundan)
- Meenakshi Arya... Geeta (em gái Akhiraj), 1848 - 1858 P11
- Hiten Tejwani... Anant (1964-2155) (cha Nidhi)
- Malini Kapoor... Vasundhara / Vasu / Pushpa (1859- 2155) (vợ Anant)
- Deepali Muchrikar / Vidhi Pandya... Nidhi Anant (1859-1882 / 1963-2155) (con gái Anant)
- Tisha Kapoor... Urmila Kundan Singh (1928-2086) (Vợ thứ hai của Kundan)
- Simran Natekar... Pooja (con gái Sarita, vợ Mannu), 1835 P11 -2099 P12
- Dimple Kawa / Raginee Rishi...Sarita (1822 -1943) / (1957- 2136), mẹ Pooja
- ?...Bindiya (1834 - 1939), bạn Pooja
- Bhupesh Singh... Badri (2052 - 2100)(bạn tù Akhiraj), P12
- Nimai Bali... L.P. Shrivastav (1732-1816) (ông chính trị gia xấu), P10
- Geetanjali Mishra... Sona /Kusum (1737-1816) (vợ ông chính trị gia xấu, con bác Ganga), P10
- Dinesh Soni... Natthu Lal (1166-1366) (người giúp việc gia đình Shiv)
- Mohit Abrol... Anuj (1532-1537)(hôn phu Sanchi)
- Harsh Chhaya... Palash (1698-1720) (Ông họa sĩ), P10
- Shweta Mahadik... Rasika (1582-1621) (Cô gái quyến rũ Shiv)
- Kartik Soni... Narendra (1592-1604) (chồng Rasika)
- Akash Khurana... Shamal (1590-1610) (chính trị gia), P9
- Kamalika Guha Thakurta... Pramila (1623-1632) (dạy vũ công), P9
- Pavitra Sarkar... Balachander (1372-1395) (Bác sĩ bệnh viện Ganga từng làm)
- Naveen Saini... Sumeet Raghuvanshi (Luật sư của Sanchi) (1513-1518)
- Arjun Aneja... Mittal (1683-1741) (sếp của Sanchi), P9
- Jhumma Mitra... Bhagirathi Jatashankar Singh (1867-1981) (mẹ Pushkar)
- Abhay Joshi... Jatashankar Singh (1867-1981) (cha Pushkar)
- Nishant Paliwal... Madhav (bạn Kundan), 1840 P11-2111 P12
- Rocky Verma... Ajit Bardhan (thanh tra), tập 1310 P7
- Ankur Sharma Kabir... Raghav (kẻ bắt cóc Ganga), tập 1808 P10
- Amardeep Jha...Suhasini, bà gặp Anandi từ tập 1545 và sau là người thân Anandi
- ?... Gopal (1683-1822), bạn học Kalyani, Nandu
- Digvijay Purohit...Govind (5-1078), anh cha mẹ ruột Anandi
- Preeti Sahay... Krishna Govind Singh (1, P1- 1077, P6) (vợ Govind, anh cha mẹ ruột Anandi)
- Bhakti Narula... Bhavri (2, P1- 1155, P6) (bà mai mối hôn nhân)
- Priya Ahuja... Suman (497 -506) (cô gái tán tỉnh Shyam), P2
- Smita Oak... Kunda Tai (bà cho Jagdish và Gauri ở thuê nhà), 705 P4 - 895 P5
- Abhijit Lahiri... Ramcharan Singh (231-585) (anh Madan Singh), P1-3
- Archana Sahi (?)... Thaisa là vợ Ramcharan (231-848)
- Aekansh Vats... Sunder / Sundar (229-305) (bạn xấu Jagdish) P1,2
- Fahad Ali... Shravan (đệ tử Het Singh), 849 P4- 873 P4
- Geeta Tyagi... Jamana Basant Singh (vợ cả Basant) (2-19 P1)
- Shivshakti Sachdev... Champa (bạn hồi nhỏ Anandi, mẹ Gulli) (1-66 P1)
- ?/?... cha Champa, ông ngoại Gulli (19-630, 860) / (1580 - 1637)
- ?/?... mẹ Champa, bà ngoại Gulli (17-630, 855)/(1580 - 1637)
- Mahima Makwana... Gudiya (Gauri hồi nhỏ), 469-505 P2
- ?/?... Maan cha của Gauri (469-745) / (822-1081, 1646-1657)
- Smita Dongre... Vimla mẹ của Gauri (383-1081, 1646-1657)
- Heeba Shah... Kalyani Devi (hồi trẻ), 276, 277, 310, 373 P2
- Pushpendra Singh (?)... Jagan Singh, cha Phooli (65-890)
- ?/?... mẹ Phooli (19 -285, 508) / (613-890)
- Sumit Malhan... Bharat Singh (chồng hai Phooli), 706 P4 -890 P5
- Svetlana Mishra... Chaturi Bharat Singh (vợ cả Bharat Singh), 883 -890 P5
- Urmila Sharma... Kanchan / Phooli Ki Saans (mẹ chồng Phooli), 48 P1, 703 P3- 890 P5
- Ashok Awasthi... trưởng làng Jaitsar, 192 P1- 1880 P11
- Jay Mishra... Munim Ji (quản lý nhà kho nhà bà Kalyani), 454 P2- 1780 P10
- Amita Udgata... Badi Jiji, bà bạn Kalyani (86-1804)
- Vinay Yadav... Makhan Singh, người ở nhà Kalyani (126 -1892)
- Mrudula Sathe... Rani (1-12), em dâu Govind và Krishna
- ?...Rajeev (1465-1467, 1792-1799), thanh tra bạn Shiv
- ?/?... Shagun (528-604)/(691-1144, 1349-1350), con gái Sugna
- ?... Hiệu trưởng (88-740, 774, 798), hiệu trưởng trường phổ thông của Jagdish
- Veer Mahendra Teotia... thầy giáo phổ thông của Jagdish (65- 508)
- Yogesh Tripath... thầy giáo phổ thông của Jagdish (246-428, 508)
- Tarakesh Chauhan... Ram Singh là Bade Papa của Gauri (ông nuôi Gauri), 651 P4- 1074 P6
- Raj Khanna / ?... Hukum Singh (cha Pratap), (14 P1-393 P2)/ (573,574 P3)
- ?... Meena là mẹ Pratap (13-574)
- Kishan Bhan... Shambhu Singh là cha Gehna, 50 P1-496 P2, 603, 1528 P9-1755 P10
- Chitra Jetly /? / ?... mẹ Gehna (50-243) / (328-496, 1528-1755) / (1333-1336)
- Manav Sohal... chồng Teepri, 463 - 490 P2
- Navika Kotia... con gái Teepri, 460 - 490 P2
- Jay Pathak... Madhav (141- 540, 603), em trai Sumitra
- ?/ Mandar Jadhav / Saurrabh Kushwaha... Sooraj (621-630)/ (808 - 873)/(1566-1576) con trai Het Singh
- Rajeev Aryan... Thanh tra, 856 P4- 2164 P12
- Garima Jain... Ananya, vợ Vikram và vợ hụt Shiv, 1274, 1278 P7
- Ashok Banthia... trưởng làng ở Bilara, 5- 67 P1, 478 - 481, 524
- Yogendra Kumaria... Bác sĩ (15 P1- 501 P2)
- Sanskrati Sharma...cô bạn học cùng Kalyani (1685-1822)
- Parveen Kaur... giáo viên dạy Kalyani, xuất hiện từ tập 1703
- Jayant Trivedi... Deenu (2117 -2151), người giúp Akhiraj hành nghề thầy bói
- Khushali Hirani (?)... Kavita (2129 - 2159), cô bé bị Akhiraj bắt cóc
- Spandan Chaturvedi... Chakor (nhân vật phim Đôi cánh tự do), 2052-2071 P12 (các tập đặc biệt)
- Sai Deodhar... Kasturi (mẹ của Chakor)
- Dipika Kakar... Simar (nhân vật phim Cuộc chiến những nàng dâu)
- Niveen A Ramani... người phụ tá cho họa sĩ Palash, 1698 - 1712 P10
- Kunal Karan Kapoor... Mohan (nhà báo), (1150-1153)
- Aakanksha Singh... Megha (nhà báo) (1150-1153)
- Madan Tyagi...Khetaram, cha của Urmila
- Anjali Gupta...Saraswati là vợ Khetram, mẹ của Urmila
- Masih Uddin... Brijesh, sếp và tình nhân của Rasika
- Ghanshyam Srivastava... Ghanshyam làm thuê cho nhà Ratan Singh, chăm nom Mannu
- Yogendra Kumeria... Bác sĩ, xuất hiện các phần đầu
- Madan Joshi... Bộ trưởng
- ?... Ganga  hồi bé

Ngoài ra trong phim còn có một số diễn viên Sahaj Bhadoria (phần 1), Giaa Manek, Nishant Bhat (tập 1078, phần 6), đặc biệt là Abhishek Bachchan, diễn viên hàng đầu Bollywood và Ấn Độ tập 54 phần 1... Ngoài ra còn có sự tham gia của Saniya Touqeer (cô bé học với Kalyani bị thầy giáo quấy rối tình dục, từ tập 1722), Rumi Khan (tên khủng bố chết cùng Shiv), Maleeka R Ghai (bà mai mối Kanchan cho Jagdish), Sanjay Bhatiya (cha Narendra chồng Rasika, từ tập 1604), Shiv Mishra (một thầy tu, từ tập 1068), Sushma Prashant (Sarla / Sarala người y tá đỡ đẻ mẹ sinh ra Shiv xuất hiện từ tập 1436), Hitesh Raval (lão Somesh người làm bệnh viện của Jagdish phần 12), Suman Shashi Kant (mẹ một bé bị tảo hôn), Deepa Tiwari, Samrat Alegaonkar, Niraj Pandey, Imran Shaikh, Gaurav Hans, Garima Agarwal, Khushali Hirani, Madan Kabir, Mahmood Hashmi, Farida Dadi, Renu Jaisinghani, Arun Singh, Karmveer Choudhary, Saptrishi Ghosh, Madan Kabir, Arun Singh, Riya Doshi...
Do phim kéo dài nên nhiều diễn viên đóng 1 vai. Không kể Asha lúc nhỏ có diễn viên đóng thế một vài tập, thay đổi diễn viên lần đầu là mẹ Gehna (tập 328), Anandi (tập 516), Gulli (tập 516), Jagdish, Phooli (tập 517), cha Pratap (Hukum Singh, tập 573), Gauri (tập 579), mẹ Phooli (vợ Jagan Singh, tập 613), Nandu (tập 691), Shyam, Sugna, Varun, Shagun (tập 691), mẹ Shyam (tập 695), Asha (tập 807), con trai Het Singh (tập 808), cha Gauri (tập 822), Gehna (tập 920), Lal Singh (tập 1084),... (thay đổi diễn viên từ P3 đến P5), Saurabh (tập 1482), Amol (tập 1526), Kanchan (tập 1529), ông bà ngoại Gulli (tập 1580),... Đến P9 sau cái chết của Basant chỉ các diễn viên đóng Kalyani, Khajaan Singh, ông trưởng làng cũ, ông người ở Maakhan, Niranjan, bà bạn thân của Kalyani Devi cũng có tên Badi Jiji, ông Munim Ji giúp việc ở nhà kho của nông trại, cha và mẹ Gehna là các diễn viên phần 1,2 còn tham gia. Đến sau tập 1830-1833 về phần con gái Anandi, chỉ còn các nhân vật cũ quan trọng Anandi, Jagdish, Ganga, Kalyani, Mannu còn lại là các nhân vật mới (không kể vợ chồng Akhiraj Singh xuất hiện cuối P10). Vai Maakhan, ông trưởng làng xuất hiện đến đầu phần 11 vẫn do diễn viên trước đóng. Munim Ji của nhà Akhiraj có hai người đóng. Thay đổi diễn viên quan trọng tại phần 11 là các nhân vật Mannu, Jagdish, Kundan, Sarita (mẹ Pooja), Nidhi. Sang mùa 2, toàn bộ là dàn diễn viên mới, trừ diễn viên vai Kalyani vẫn xuất hiện trong các giấc mơ, tưởng tượng của Nandini ở một số tập và diễn viên đóng vai Badi Jiji bạn Kalyani xuất hiện một tập duy nhất.
Một số diễn viên đóng nhiều vai như Renu Raisinghani, Jayant Trivedi, Hitesh Raval, Neetu Pandey, Mahmood Hashmi...
Nhiều diễn viên được báo chí xác nhận là tìm cách bỏ vai, bao gồm Vibha Anand, Vikrant Massey, Bhairavi Raichura, Neha Marda, Anjum Farooki, Pratyusha Banerjee, Sriti Jha, Anup Soni, Smita Bansal, Satyajit Sharma, Avinash Wadhawan, Sargun Mehta, Siddharth Shukla, Shashank Vyas, Sparsh Shrivastav, Rajeshwari Sachdeva, Surekha Sikri, Toral Rasputra,.v.v.

### Diễn viên chính mùa 2
- Mahhi Vij... Dr. Nandini Krish / Dr. Nandini Shekhawat / Nandini Shivraj Shekhar / Nimboli Kundan Singh (Nandini khi lớn) (1-84; 2165–2248)
- Ruslaan Mumtaz... Krish Malhotra (chồng tiếp theo của Nandini) (1-84; 2165–2248)
- Dishank Arora... Shivam Shivraj Shekhar / Shankar Singh (Shivam khi lớn) (3, 8-84; 2167, 2172-2248)
- Vineet Kumar... Abhayram / Kundan Akhiraj Singh (Kundan khi lớn) (17-84; 2181–2248)
- Yukti Kapoor... Sudha Shekhawat / Sudha Premal Singh (con gái Shekhawat) (1-84; 2165-2248)
- Avinash Sachdev... Dr. Amit Naresh Goel (bác sĩ, chồng Vandana) (1-69; 2165-2233)
- Sonia Shah... Karuna (mẹ Krish và vợ Abhayram) (24-84; 2188-2248)
- Smriti Khanna... Vandana Amit Goel / Vandana Mittal (vợ Amit) (29-58; 2193-2222)
- Shahab Khan... Mr. Shekhawat (cha nuôi Nandini, cha Sudha) (1-54; 2165-2218)
- Neetu Pandey... Jamuna Shekhawat (mẹ nuôi Nandini, mẹ Sudha, con của Nanisa) (1-54; 2165-2218)
- Ayush Anand... Premal Singh (chồng Sudha) (2-84; 2166-2248)
- Hetal Yadav... mẹ Premal (2-79; 2166-2243)
- Prithvi Sankhala... Dr. Naresh Goel (cha Amit) (1-35, 58; 2165-2199, 2222)
- Nimisha Vakharia.... Triveni (chị của Karuna) (41-84; 2205-2248)
- Vinod Anand... Sonthalia, cha Premal (cha chồng Sudha) (2-76; 2166-2240)
- Kavita Vaid... Nanisa (mẹ Jamuna, bà ngoại Nandini và Sudha) (15-33; 2179–2197)
- ?... Shanaya (28 - 29; 2192 - 2193)

Ngoài ra còn có các diễn viên:
- Gracy Goswami, Viren Vazirani đóng Nandini, Shivam hồi bé (tập 1,3 tức 2165, 2167) cùng Toral Rasputra vai mẹ Anandi (tập 1 tức 2165) xuất hiện ở đầu mùa 2
- Surekha Sikri vai Kalyani xuất hiện từ tập 54 đến tập 84 tức 2218-2248 (cụ thể các tập 54-55, 61-62, 69, 74, 84; 2218 -2219, 2225-2226, 2233, 2238, 2248)
- Amita Udgata vai bà Badi Jiji bạn Kalyani ở tập 54 (2218).

(...)

## Kết hợp
- Đôi cánh tự do
- Cuộc chiến những nàng dâu

## Giải thưởng
| Năm                      | Giải                                       | Thể loại                                   | Người nhận                  | Vai                                              | Kết quả   |
| ------------------------ | ------------------------------------------ | ------------------------------------------ | --------------------------- | ------------------------------------------------ | --------- |
| 2008                     | 8th Indian Telly Awards                    | Best Child Artist(Female)                  | Avika Gor                   | Anandi Jagdish Singh                             | Đoạt giải |
| 2008                     | 8th Indian Telly Awards                    | Best Actor In A Supporting Role (Female)   | Smita Bansal                | Sumitra Bhairon Singh                            | Đoạt giải |
| 2008                     | 8th Indian Telly Awards                    | Best Actor In A Negative Role(Female)      | Surekha Sikri               | Kalyani Dharamveer Singh                         | Đoạt giải |
| 2008                     | 8th Indian Telly Awards                    | Best Fresh New Face(Female)                | Avika Gor                   | Anandi Jagdish Singh                             | Đoạt giải |
| 2008                     | 8th Indian Telly Awards                    | Best Programme With A Social Message       | Cô dâu 8 tuổi               | Team                                             | Đoạt giải |
| 2009                     | 9th Indian Telly Awards                    | Best Music Director                        | Lalit Sen                   | Crew                                             | Đoạt giải |
| 2009                     | 9th Indian Telly Awards                    | Popular Child Artist(Male)                 | Avinash Mukherjee           | Jagdish Bhairon Singh                            | Đoạt giải |
| 2009                     | 9th Indian Telly Awards                    | Popular Child Artist(Female)               | Avika Gor                   | Anandi Jagdish Singh                             | Đoạt giải |
| 2009                     | 9th Indian Telly Awards                    | Popular Supporting Actor(Male)             | Anup Soni                   | Bhairon Dharamveer Singh                         | Đoạt giải |
| 2009                     | 9th Indian Telly Awards                    | Popular Daily Serial                       | Cô dâu 8 tuổi               | Team                                             | Đoạt giải |
| 2010                     | 10th Indian Telly Awards                   | Best Actor In A Supporting Role(Male) Jury | Anup Soni & Satyajit Sharma | Bhairon Dharamveer Singh & Basant Mahaveer Singh | Đoạt giải |
| 2010                     | 10th Indian Telly Awards                   | Best Actor(Female) Jury                    | Avika Gor                   | Anandi Jagdish Singh                             | Đoạt giải |
| 2010                     | 10th Indian Telly Awards                   | Best Music Director                        | Lalit Sen                   | Crew                                             | Đoạt giải |
| 2011                     |                                            |                                            |                             |                                                  | Đoạt giải |
| 11th Indian Telly Awards | Best Actress In A Supporting Role(Jury)    | Surekha Sikri                              | Kalyani Dharamveer Singh    |                                                  | Đoạt giải |
| 11th Indian Telly Awards | Best Actor In A Supporting Role            | Anup Soni                                  | Bhairon Dharamveer Singh    |                                                  | Đoạt giải |
| 11th Indian Telly Awards | Most Popular Drama Series                  | Cô dâu 8 tuổi                              | Team                        |                                                  | Đoạt giải |
| 11th Indian Telly Awards | Best Actress In A Supporting Role(Popular) | Anjum Farooki                              | Gauri Jagdish Singh         | Đoạt giải                                        |           |
| 11th Indian Telly Awards | Best Actress In A Lead Role(Popular)       | Pratyusha Banerjee                         | Anandi Jagdish Singh        | Đoạt giải                                        |           |
| 11th Indian Telly Awards | Best Television Personality                | Pratyusha Banerjee                         | Anandi Jagdish Singh        | Đoạt giải                                        |           |
| 11th Indian Telly Awards | Best Onscreen Couple                       | Shashank Vyas & Pratyusha Banerjee         | Jagdish & Anandi Singh      | Đoạt giải                                        |           |
| 11th Indian Telly Awards | Most Popular Continuing TV Programme       | Cô dâu 8 tuổi                              | Team                        | Đoạt giải                                        |           |
| 11th Indian Telly Awards | Most Popular Daily Serial                  | Cô dâu 8 tuổi                              | Team                        | Đoạt giải                                        |           |
| 11th Indian Telly Awards | Most Popular Programme With Social Message | Cô dâu 8 tuổi                              | Team                        | Đoạt giải                                        |           |
| 11th Indian Telly Awards | Most Popular Ensemble                      | Cô dâu 8 tuổi                              | Team                        | Đoạt giải                                        |           |

| 2011                                  |                                     |                                  |                                   |
| The Global Indian Film and TV Honours | Best Dialouges                      | Usha Dixit & Raghuveer Shekhawat | Crew                              |
| The Global Indian Film and TV Honours | Best Performance In A Negative Role | Surekha Sikri                    | Kalyani Dharmveer Singh           |
| The Global Indian Film and TV Honours | Best Fresh New Face (Male)          |                                  | Jagdish Bhairon Singh             |
| The Global Indian Film and TV Honours | Best Fresh New Face (Female)        | Pratyusha Banerjee               | Anandi Jagdish Singh Nominalizare |
| The Global Indian Film and TV Honours | Best Fiction Series                 | Balika Vadhu                     | Team                              |
| The Global Indian Film and TV Honours | Best Actress In Lead Role           | Pratyusha Banerjee               | Anandi Jagdish Singh              |
| The Global Indian Film and TV Honours | Best Story                          | Purendu Shekhar                  | Crew                              |
| The Global Indian Film and TV Honours | Best Director                       | Pradeep Yadav                    | Crew                              |
| The Global Indian Film and TV Honours | 2011                                |                                  |                                   |
| Golden Petal Awards                   | Most Damdaar Personality            | Pratyusha Banerjee               | Anandi Jagdish Singh Castigator   |
| Golden Petal Awards                   | Most Lokpriya Face(Female)          | Pratyusha Banerjee               | Anandi Jagdish Singh              |
| Golden Petal Awards                   | Most Lokpriya Family                | Balika Vadhu                     | Kalyani Devi Parivaar             |
| Golden Petal Awards                   | Most Lokpriya Dharavaahik           | Balika Vadhu                     | Team                              |
| Golden Petal Awards                   | Most Sanskaari Personality          | Pratyusha Banerjee               | Anandi Jagdish Singh              |
| Golden Petal Awards                   | Most Chahita Personality            | Anup Soni                        | Bhairon Dharamveer Singh          |
| Golden Petal Awards                   | Most Anubhavi Personality           | Surekha Sikri                    | Kalyani Dharamveer Singh          |
| Golden Petal Awards                   | Most Bhavuk Personality             | Smita Bansal                     | Sumitra Bhairon Singh             |
| Golden Petal Awards                   | Face Of Progress                    | Pratyusha Banerjee               | Anandi Jagdish Singh              |
| Golden Petal Awards                   | 2012                                |                                  |                                   |
| The Global Indian Film and TV Honours | Best Story                          | Purendu Shekhar                  | Crew                              |
| The Global Indian Film and TV Honours | Best Fiction Series                 | Balika Vadhu                     | Team Nominalizare                 |
| The Global Indian Film and TV Honours | Best Actress In A Lead Role         | Pratyusha Banerjee               | Anandi Jagdish Singh              |
| The Global Indian Film and TV Honours | Best Director                       | Pradeep Yadav                    | Crew                              |
| The Global Indian Film and TV Honours | Best Performance In A Negative Role | Anjum Farooki                    | Gauri Jagdish Singh               |